# Referendum gminne w sprawie odwołania Prezydenta Miasta Zawiercie przed upływem kadencji w 2013 roku
Referendum gminne w sprawie odwołania Prezydenta Miasta Zawiercie przed upływem kadencji w 2013 roku – referendum lokalne, które odbyło się 17 czerwca 2013 roku i dotyczyło odwołania Ryszarda Macha z funkcji prezydenta Zawiercia.

## Tło
Z inicjatywą referendalną wystąpiła grupa mieszkańców, a pełnomocnikiem komitetu został radny powiatu zawierciańskiego, Jan Zamora. Zdaniem Zamory Mach nie wypełniał dobrze powierzonych mu funkcji, argumentując to zadłużaniem miasta i likwidacją zakładów. Kontrargumentem Macha było stwierdzenie, że za jego kadencji były do miasta pozyskiwane dofinansowania z funduszy unijnych oraz niewielkie zadłużenie miasta na tle regionu.
4 lutego 2013 roku komisarz wyborczy częstochowskiej delegatury Krajowego Biura Wyborczego otrzymał zawiadomienie „o zamiarze wystąpienia z inicjatywą przeprowadzenia referendum lokalnego w sprawie odwołania Prezydenta Miasta Zawiercie przed upływem kadencji”. W sprawie przeprowadzenia referendum zebrano ponad 6000 podpisów (zweryfikowanych później przez komisarza wyborczego na 5122), przy czym wymaganą liczbą było około 4300 podpisów. 2 kwietnia komisarz otrzymał wniosek o przeprowadzenie referendum, a 26 kwietnia postanowił o przeprowadzeniu referendum.

## Przebieg
Zgodnie z postanowieniem Komisarza Wyborczego w Częstochowie, do 2 maja na terenie Zawiercia zostały umieszczone plakaty z postanowieniem o przeprowadzeniu referendum. Do 17 maja rozplakatowano informacje o obwodach głosowania oraz o siedzibach komisji obwodowych. Kampania referendalna trwała do północy 14 czerwca, a w jej ramach m.in. umieszczono na terenie miasta plakaty z napisem „Dlaczego nie idę na referendum?”. Samo głosowanie trwało 16 czerwca od 7:00 do 21:00.
Głosujący otrzymywali jedną kartę z postawionym pytaniem:

Czy jest Pan/Pani za odwołaniem Ryszarda Macha Prezydenta Miasta Zawiercie przed upływem kadencji?
Osoba głosująca za odwołaniem była zobowiązana postawić znak „x” w kratce obok napisu TAK, a osoba głosująca przeciw odwołaniu stawiała znak „x” w kratce obok napisu NIE. Postawienie znaku „x” w obu kratkach albo niepostawienie go wcale skutkowało nieważnością głosu.
Uprawnionych do głosowania było 42 870 osób. Dla ważności referendum musiało w nim wziąć udział 9314 osób.

## Wyniki
| Odpowiedź      | Głosów | Głosów |
| Odpowiedź      | Liczba | %      |
| -------------- | ------ | ------ |
| TAK            | 3372   | 90,09  |
| NIE            | 371    | 9,91   |
| Głosy ważne    | 3743   | 99,98  |
| Głosy nieważne | 68     | 0,02   |
| Razem          | 3811   | 100,00 |
| Frekwencja     | 8,89   | 8,89   |

Do ważności referendum była niezbędna frekwencja na poziomie ⅗ osób uczestniczących w wyborach prezydenta miasta w 2010 roku (15 522), czyli 9314 osób. Z uwagi na zbyt niską frekwencję referendum zostało uznane za nieważne, zatem Ryszard Mach nie został odwołany z funkcji prezydenta Zawiercia.
Koszt referendum wyniósł około 95 tysięcy złotych.

## Reakcje
Ryszard Mach wyraził zadowolenie z niskiej frekwencji, twierdząc, iż mieszkańcy miasta nie ulegli populizmowi. Jego zdaniem zawiercianie okazali mu w ten sposób poparcie. Zamora wyraził rozczarowanie frekwencją, zauważając, że liczba głosujących była niższa niż liczba podpisów. Stwierdził również, że „przegrała demokracja”.